# وینچنزو پینتون
وینچنزو پینتون (انگلیسی: Vincenzo Pinton; ۱۴ مارس ۱۹۱۴ – ۸ آوریل ۱۹۸۰) ورزشکار شمشیربازی اهل ایتالیا بود.
وی در مسابقات کشوری و بین‌المللی در مجموع برندهٔ ۴ مدال نقره شده‌است.